# 잎자루

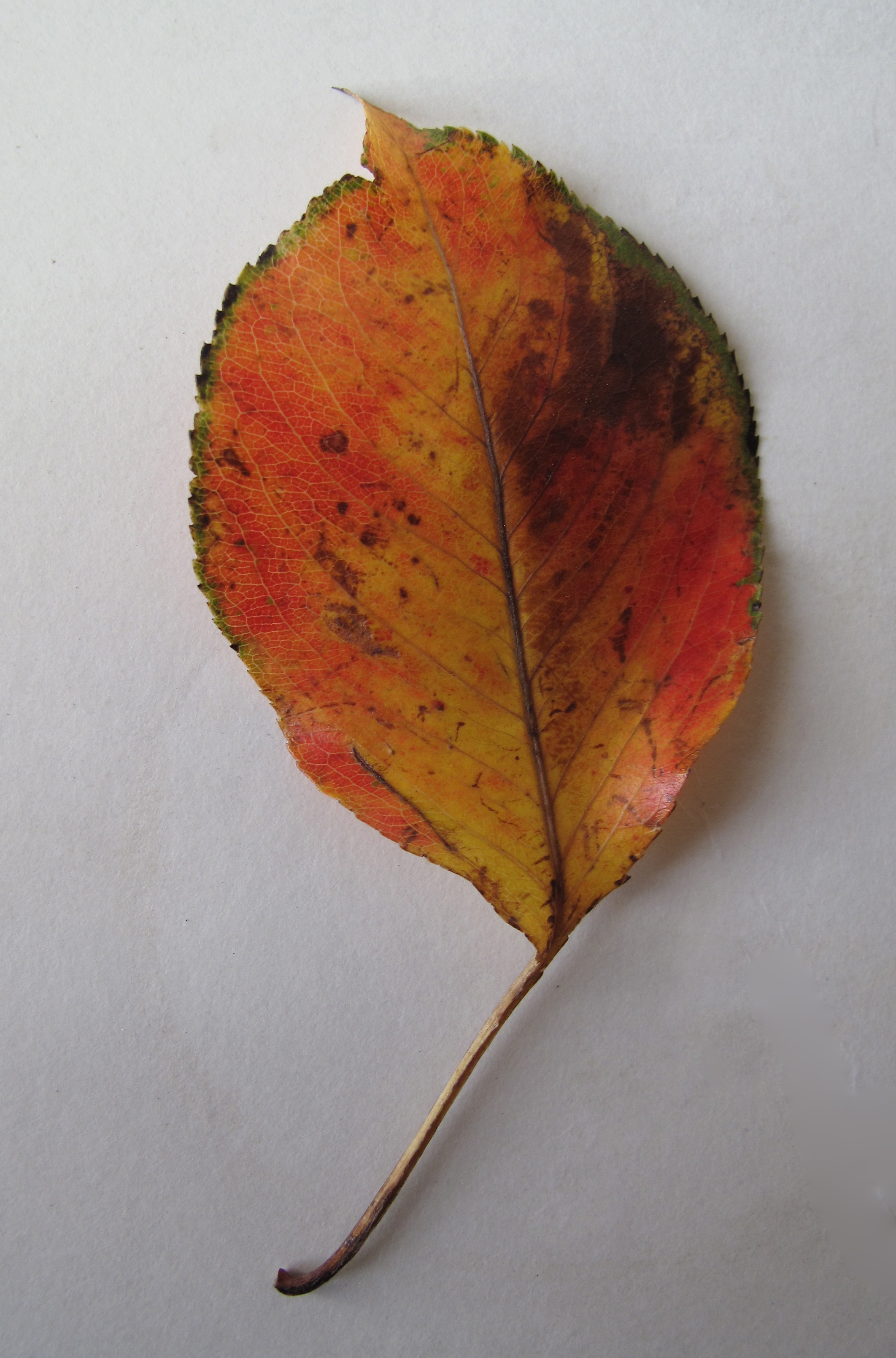
잎자루가 있는 콩배나무의 잎

잎자루는 식물학에서 잎을 줄기에 부착하는 줄기대이다.  잎을 비틀어 태양을 향하게 할 수 있어 특징적인 잎 배열(잎의 간격)을 생성할 수 있다. , 또한 햇빛에 대한 노출을 최적화한다. 일부 종에서는 잎자루의 양쪽에 나타나는 파생물을 턱잎이라고 한다. 잎자루 모양과 잎자루 모양이라는 용어는 잎자루가 있는 잎과 없는 잎에 각각 적용된다.

## 설명
잎자루는 식물 줄기에 잎을 붙이는 줄기대이다. 잎자루가 있는 잎에서는 잎자루가 길 수도 있고(셀러리와 루바브의 잎처럼) 짧을 수도 있다(예: 바질). 완전히 없어지면 칼날이 줄기에 직접 부착되어 고정된다고 한다. 잎자루가 있는 잎은 잎자루가 매우 짧으며 고착된 것처럼 보일 수 있다. 열당과(Orobanchaceae)는 잎이 항상 고착되는 과의 예이다.  개불알풀속(Veronica)과 같은 일부 다른 식물 그룹에서는 잎자루 모양의 잎과 고착성 잎이 다른 종에서 나타날 수 있다.
풀(벼과)의 잎은 잎자루가 있으나, 이대(Pseudosasa japonica)처럼 잎몸이 잎집과의 접합부에서 좁아져 위잎자루를 형성할 수 있다.

## 같이 보기
- 작은 꽃자루